# Geranomyia subserotina
Geranomyia subserotina är en tvåvingeart som beskrevs av Alexander 1921. Geranomyia subserotina ingår i släktet Geranomyia och familjen småharkrankar. Inga underarter finns listade i Catalogue of Life.